# Naoki Nakamura
Naoki Nakamura (Rumoi, 19 september 1996) is een Japans schansspringer. 

## Carrière
Nakamura maakte zijn debuut in de wereldbeker in het seizoen 2015/2016. Bij zijn eerste wereldbekerwedstrijd op 30 januari 2016 in Sapporo eindigde hij op de 38e plaats. Hij behaalde nog geen podiumplaats in een wereldbekerwedstrijd. 

## Belangrijkste resultaten

### Wereldbeker
Eindklasseringen
| Seizoen   | Algm | SV  | 4S  | RAW |
| --------- | ---- | --- | --- | --- |
| 2015/2016 | 67e  | -   | -   |     |
| 2017/2018 | 69e  | -   | -   | -   |
| 2018/2019 | 39e  | 42e | 32e | 31e |
| 2019/2020 | 43e  | -   | 33e | 44e |

### Grand-Prix
Eindklasseringen
| Jaar | Plaats |
| ---- | ------ |
| 2018 | 27e    |
| 2019 | 6e     |